# Moniack Castle
Moniack Castle ist ein Tower House direkt südlich von Beauly und etwa elf Kilometer westlich von Inverness in der schottischen Council Area Highland. Die Niederungsburg ließen Mitglieder des Clans Fraser 1580 erbauen. Historic Scotland hat sie als historisches Bauwerk der Kategorie B gelistet.

## Geschichte
Das Tower House mit L-förmigem Grundriss wurde seit seiner Errichtung mehrfach umgebaut. Die zinnenbewehrte Brüstung wurde 1804 aufgesetzt und die Burg in den 1830er-Jahren erweitert. Im Inneren findet sich auch eine römisch-katholische Kapelle. Auf dem Anwesen befindet sich auch der Balblair Stone, ein piktischer Symbolstein, in den eine Männerfigur eingeritzt ist. Er wurde 1903 vom Dorf Kilmorack dorthin gebracht.
Moniack Castle ist die einzige Burg, die immer noch einer Linie des Clans Fraser von Lovat gehört. Sie werden daher die Moniack Frasers genannt und sind die größte Seitenlinie des Clans. Zu ihnen gehören über 250 Nachfahren von Hon. Alastair Fraser und Lady Sybill, geb. Grimstone. Alastair Fraser erhielt die Burg von seinem älteren Bruder, Simon Fraser, 14. Lord Lovat im Jahre 1926. Heute wohnen Rory Fraser und seine Familie dort.